# Limoncocha
Limoncocha ist eine Ortschaft und eine Parroquia rural („ländliches Kirchspiel“) im Kanton Shushufindi der ecuadorianischen Provinz Sucumbíos. Die Parroquia besitzt eine Fläche von 598,53 km². Die Einwohnerzahl lag beim Zensus im Jahr 2010 bei 6817. Bewohnt wird das Gebiet hauptsächlich von Napo Kichwa (60 Prozent) und Shuar (30 Prozent).

## Lage
Die Parroquia Limoncocha liegt im Amazonastiefland am Nordufer des nach Osten strömenden Río Napo. Das Verwaltungsgebiet besitzt eine Längsausdehnung in WNW-OSO-Richtung von etwa 57 km. Der Río Jivino fließt entlang der westlichen Verwaltungsgrenze nach Südosten und mündet nahe dem Ort Limoncocha in den Río Napo. Der 228 m hoch gelegene Hauptort Limoncocha befindet sich 25 km südlich vom Kantonshauptort Shushufindi. Der Ort befindet sich am südwestlichen Seeende der Laguna Limoncocha 2,5 km vom Flussufer des Río Napo entfernt.
Im Süden und im Westen grenzt die Parroquia Limoncocha an die Provinz Orellana. Die Parroquia Limoncocha grenzt im Süden an die Parroquias El Edén und Alejandro Labaka (beide im Kanton Francisco de Orellana), im Westen an die Parroquias Pompeya, Unión Milagreña und La Joya de los Sachas (alle drei im Kanton La Joya de los Sachas), im Norden an die Parroquias Shushufindi und San Roque sowie im äußersten Osten an die Parroquia Pañacocha.

## Orte und Siedlungen
In der Parroquia gibt es neben dem Hauptort (cabecera parroquial) Limoncocha folgende Siedlungen. Comunas in der Parroquia sind Itaya, Pilchi, Río Jivino, Sani Isla, Santa Elena, Unión Amazónica und Yamanunka. Ferner gibt es die Comunidad Shariam, das Centro Yamaran Zuku, die Cooperativas Luis Vargas Torres und 1 de April (Mestizen), die Precooperativa 18 de Noviembre sowie zahlreiche Sectores.

## Geschichte
Die Gründung der Parroquia Limoncocha im Kanton Francisco de Orellana der Provinz Napo wurde am 30. April 1969 im Registro Oficial N° 169 bekannt gemacht und damit wirksam. Der Verwaltungssitz war anfangs in Pompeya. Am 7. August 1984 wurde die Parroquia dem neu geschaffenen Kanton Shushufindi zugeschlagen, der wiederum im Jahr 1989 Teil der neu geschaffenen Provinz Sucumbíos wurde. Pompeya wurde 1988 als eigenständige Parroquia abgespalten, so dass der Verwaltungssitz der Parroquia Limoncocha an ihren heutigen Ort verlegt wurde.

## Ökologie
Im Verwaltungsgebiet befindet sich das 36,93 km² große am Nordufer des Río Napo gelegene Schutzgebiet Reserva Biológica Limoncocha. Dieses umfasst den namengebenden See und dessen nähere Umgebung.